# Li Si Ben wan chen mo
Li Si Ben wan chen mo é um documentário chinês de 2024. Trata sobre a tragédia do Lisbon Maru durante a Segunda Guerra Mundial. Produzido e dirigido por Fang Li, foi codirigido por Ming Fan e Lily Gong. Ele apresenta Brian Finch, Tony Banham, Lin Agen, Dennis Morley, William Beningfield e familiares de prisioneiros de guerra britânicos que foram capturados na Ásia.

## Enredo
Em outubro de 1942, o Lisbon Maru, um navio de transporte japonês que transportava secretamente mais de 1.800 prisioneiros de guerra britânicos, foi torpedeado na costa da China por um submarino americano que não tinha conhecimento de sua carga humana. Por meio de raras filmagens de arquivo, depoimentos de sobreviventes e entrevistas com especialistas, o documentário revela a jornada angustiante dos prisioneiros quando o navio começou a afundar, deixando-os presos abaixo do convés. O documentário também apresenta uma parte contemporânea comovente, mostrando um pequeno grupo de parentes próximos das vítimas da atrocidade que participaram da colocação de coroas de flores e pétalas de rosas sobre o local do naufrágio, seguido de um emocionante serviço memorial em uma das ilhas chinesas envolvidas no resgate.

## Produção
A pesquisa para o documentário começou em 2014, quando Fang Li ouviu a história de um capitão de balsa no arquipélago de Zhoushan, 100 milhas (160 km) a sudeste de Xangai, onde o navio afundou. Dois anos depois, ele realizou um levantamento da área e capturou imagens de sonar de um naufrágio usando magnetômetros, robôs subaquáticos e outros equipamentos. Ele encontrou parentes dos prisioneiros de guerra por meio de anúncios em vários jornais britânicos, incluiu depoimento oral do oficial naval Jack Hughieson que foi dado ao Museu Imperial da Guerra e, com a ajuda da Royal British Legion, rastreou e entrevistou os últimos sobreviventes vivos Dennis Morley e William Beningfield.
Uma exibição teste do filme não finalizado foi organizada para 400 familiares dos prisioneiros de guerra no BFI South Bank em Londres em 15 de agosto de 2023, seguida pelo Warminster Town Hall em 17 de agosto de 2023, e pelo Royal Scots Club em 19 de agosto de 2023.

## Trilha sonora
A trilha sonora original é composta pelo músico francês Nicolas Errèra. Além disso, duas músicas originais são apresentadas no documentário: "The Lisbon Maru" de Tom Hickox, de seu álbum de 2014 War, Peace and Diplomacy e "Long Way From Home" de Elly O'Keeffe.

## Lançamento
A versão final do filme recebeu uma estreia mundial no 26º Festival Internacional de Cinema de Xangai como o Filme de Abertura, onde alguns parentes foram convidados a comparecer. Mais tarde, foi lançado na China continental em todo o país nos cinemas em 6 de setembro de 2024. O Hollywood Reporter afirma que este filme " [...] surpreendeu o público na China com a quantia de RMB 45 milhões (£ 4,9 milhões / $ 6,2 milhões) em bilheteria, um feito raro em um mercado que raramente sintoniza documentários."
Em 1º de dezembro de 2024, o documentário foi selecionado para ser o filme de encerramento do Electric Shadows: Leicester Chinese Film Festival 2024, apresentado pela De Montfort University. A exibição ocorreu no Phoenix Cinema and Arts Centre. Esta foi a primeira exibição pública de seu corte final no Reino Unido após seu lançamento na China continental.
O documentário será lançado nos cinemas do Reino Unido em março de 2025, com exibições de pré-estreia em Oxford, Hereford, Birmingham, Manchester, Leeds e Glasgow.